# Collège Ghislieri
Le Collège Ghislieri ( italien : Collegio Ghislieri ), fondé en 1567 par le pape Pie V , est le deuxième plus ancien collège de Pavie et cofondateur de l' IUSS de Pavie également.

## Histoire
Collegio Ghislieri est une institution italienne vieille de 450 ans engagée à promouvoir les études universitaires sur la base du mérite, accueillant environ 200 élèves (hommes et femmes) qui fréquentent toutes les facultés de l'Université de Pavie, leur offrant des opportunités logistiques et culturelles telles que des bourses, conférences, une bibliothèque de 130 000 volumes (la 3e plus grande bibliothèque privée du nord de l'Italie) et des cours de langues étrangères.
Chaque année, environ 40 nouveaux étudiants du pays sont sélectionnés par concours public. Fondé par le pape Pie V (Antonio Ghislieri) en 1567, et géré laïquement depuis le XVIIIe siècle, le collège est placé sous le Haut Patronage de la Présidence de la République italienne. Il est classé parmi les établissements hautement qualifiés par le ministère italien de l'éducation et de l'université. Les dépenses des étudiants sont subventionnées par le collège car les frais exigés sont proportionnels au revenu des parents; de nombreuses places sont accordées gratuitement.
Parmi ses anciens élèves figurent Carlo Goldoni et des hommes d'État, scientifiques et universitaires italiens des deux derniers siècles.

## Le palais
La construction du bâtiment destiné à abriter le collège Ghislieri est entreprise en 1571 sous la direction de Pellegrino Tibaldi, grand architecte qui suivit les travaux jusqu'en 1585, année où il est appelé en Espagne par Philippe II.
L'esprit austère de la Contre-Réforme imprègne tout l'édifice, telle la façade sévère qui a pour seuls ornements le portail de l'école romane et la tour lanterne. Interprétant l'esprit du pape Pie V, l'architecte conçoit un bâtiment imposant mais fonctionnel pour la vie communautaire à laquelle il est destiné. De ce but découle la centralité du portique à quatre côtés, avec des colonnes combinées et renforcées aux angles par un pilier, et du grand couloir du rez-de-chaussée, dominé par les chambres des étudiants et qui reçoit la lumière de deux grandes loggias.
Vers le milieu du XVIIIe siècle, le bâtiment a été considérablement agrandi avec l'ajout d'une nouvelle aile au sud, la soi-disant Crimée.

## La chapelle
La chapelle du collège est conçue par Pellegrino Tibaldi et n'est achevée qu'au début du XVIIe siècle, à la suite de l'intervention d'un autre architecte célèbre, Alessandro Mollo.
L'atrium, par lequel on pénètre dans la chapelle, est dédié à saint Pie V et conserve de nombreuses peintures du XVIe siècle : Les miracles de saint Pie V de Luigi Pellegrini Scaramuccia, San Pio libère les possédés de Giovanni Peruzzini et Vision de la bataille de Lépante par Giovanni Battista del Sole. L'oratoire, de plan central, est surmonté d'un dôme à huit segments avec lanternon ; sur l'autel, le retable de la Nativité, Saint Jérôme et Pie V (vers 1620), de Guglielmo Caccia, se détache. La chapelle est accessible par un atrium dédié à saint Pie, dont les miracles sont célébrés dans des peintures du XVIIe siècle. La gloire du fondateur est célébrée, au Collège, par de nombreux portraits (dont le tableau de Scipione Pulzone, conservé dans les locaux de l'Administration du Collège et l'appartement du Recteur) et par des œuvres sculpturales est remarquable. Parmi ces dernières se trouve la statue en bronze signée par Francesco Nuvoloni et datée de 1692 qui se détache au centre de la Piazza Ghislieri : l'œuvre, fondue à Rome par Francesco Ferreri, peut être comptée parmi les chefs-d'œuvre de la sculpture de l'époque et reprend ton et énergie la grandeur du  Le Bernin, dont Nuvoloni, originaire du canton du Tessin, avait fait sien la manière.

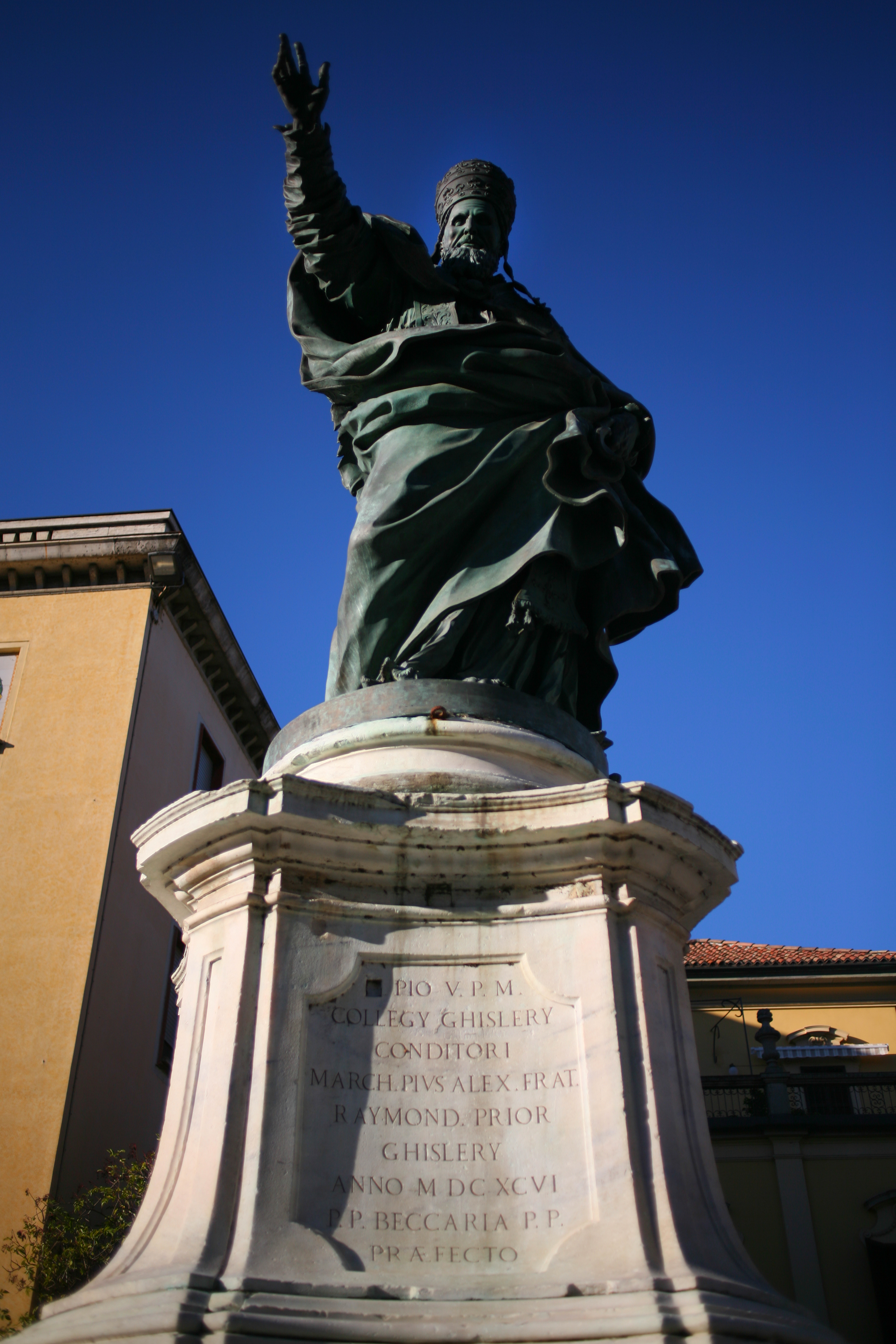
Francesco Nuvolone, monument à Pie V, situé en face du Collège et inauguré en 1692.
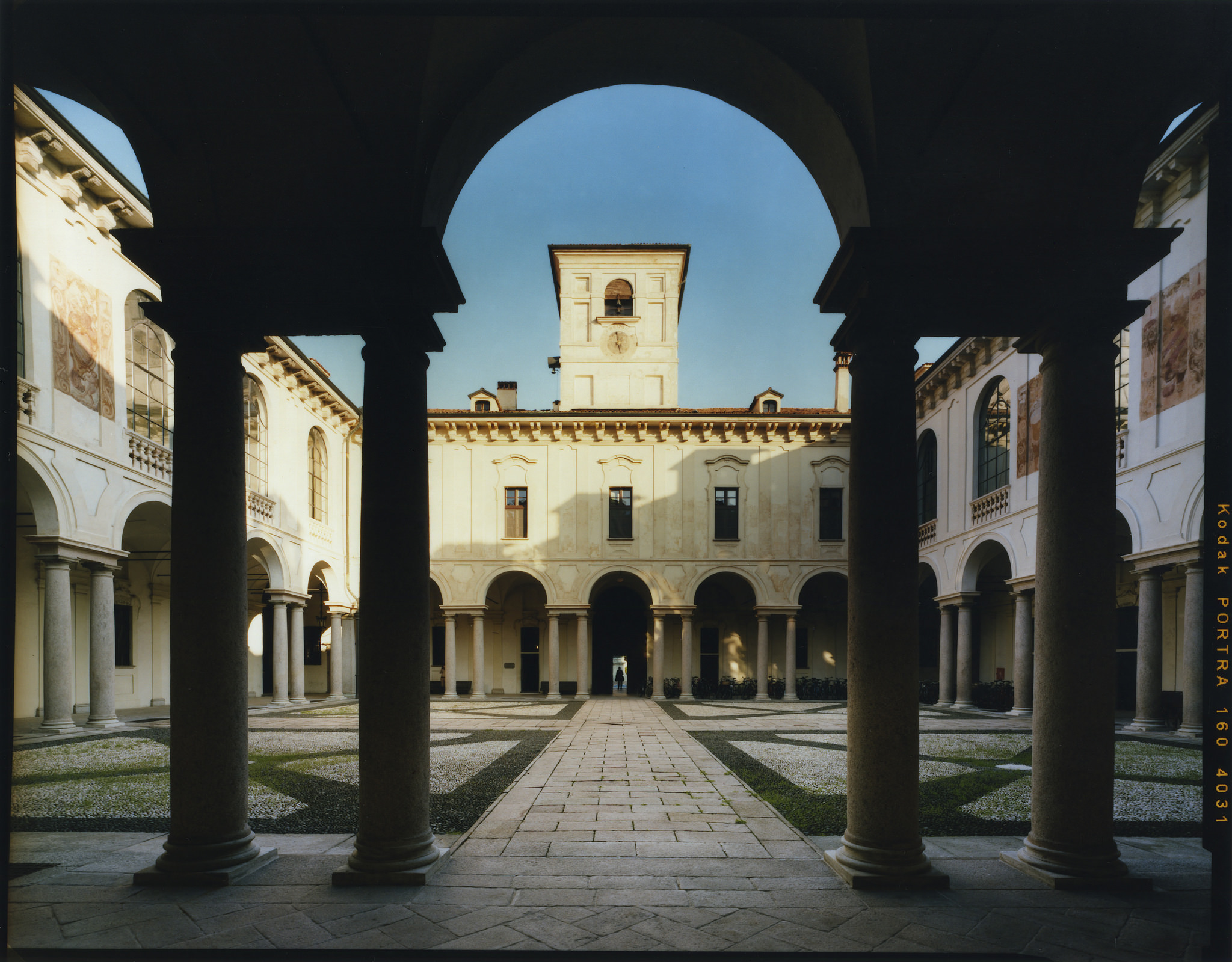
La Cour.
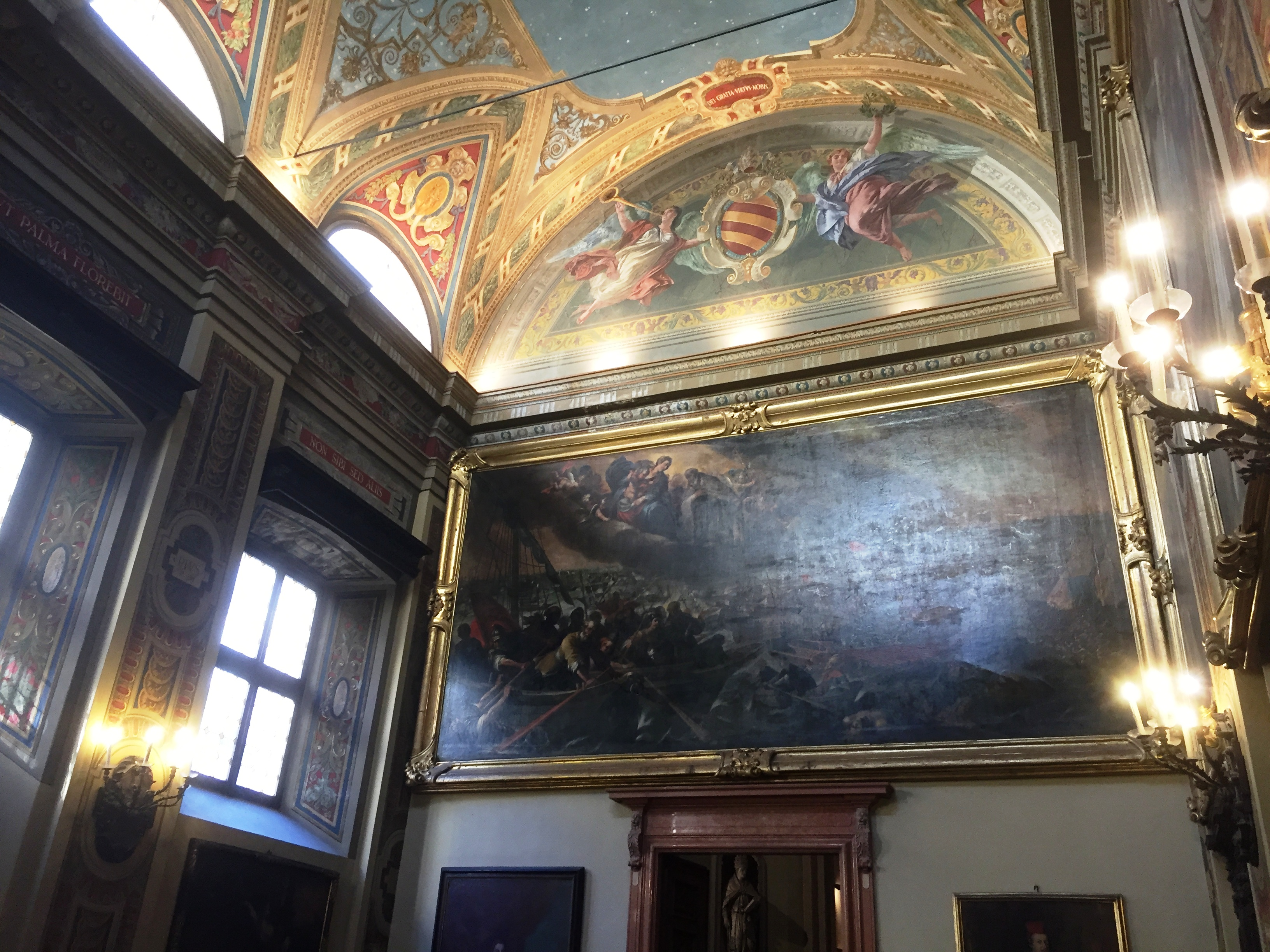
Atrium de la chapelle.
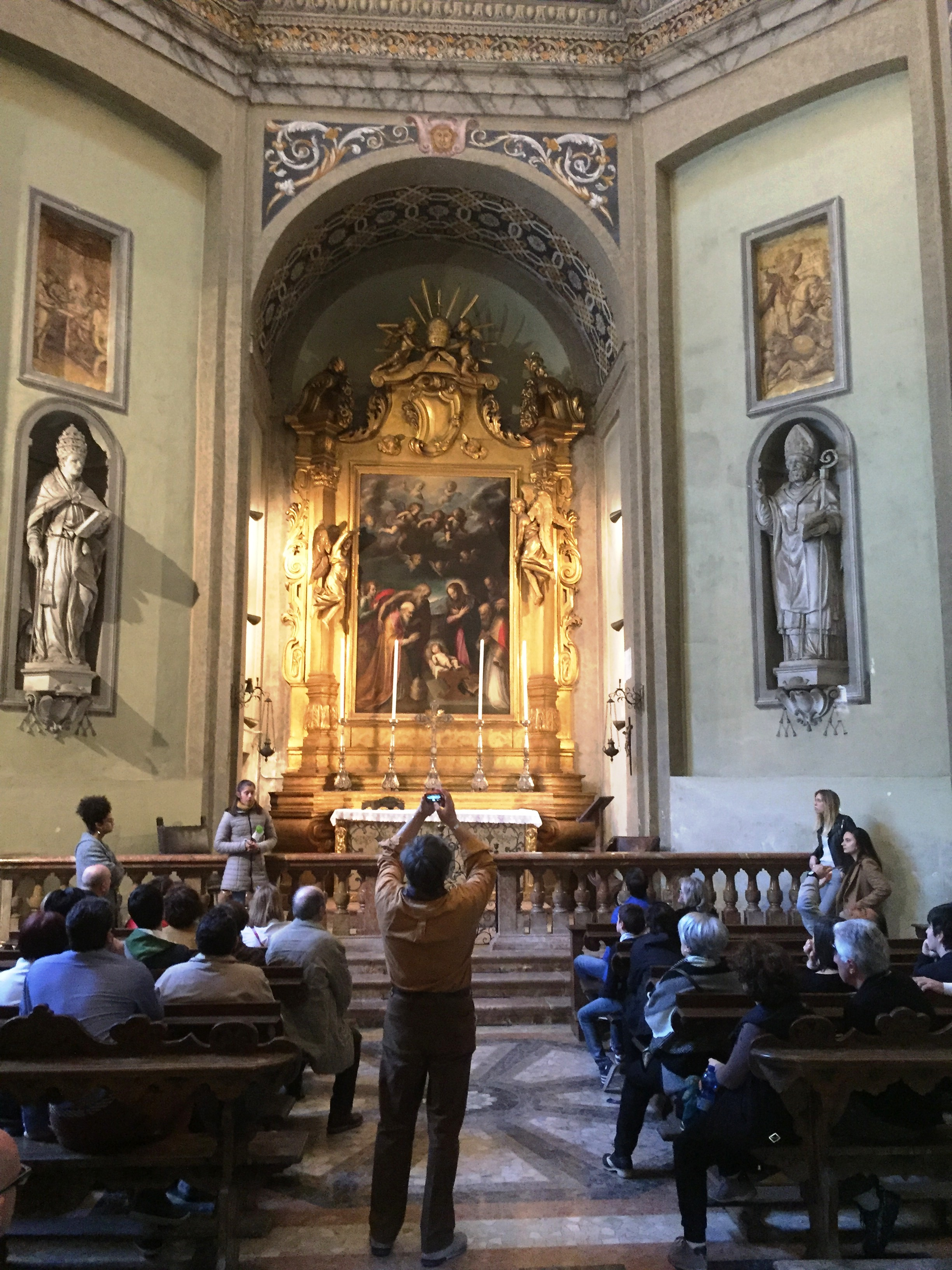
La chapelle.
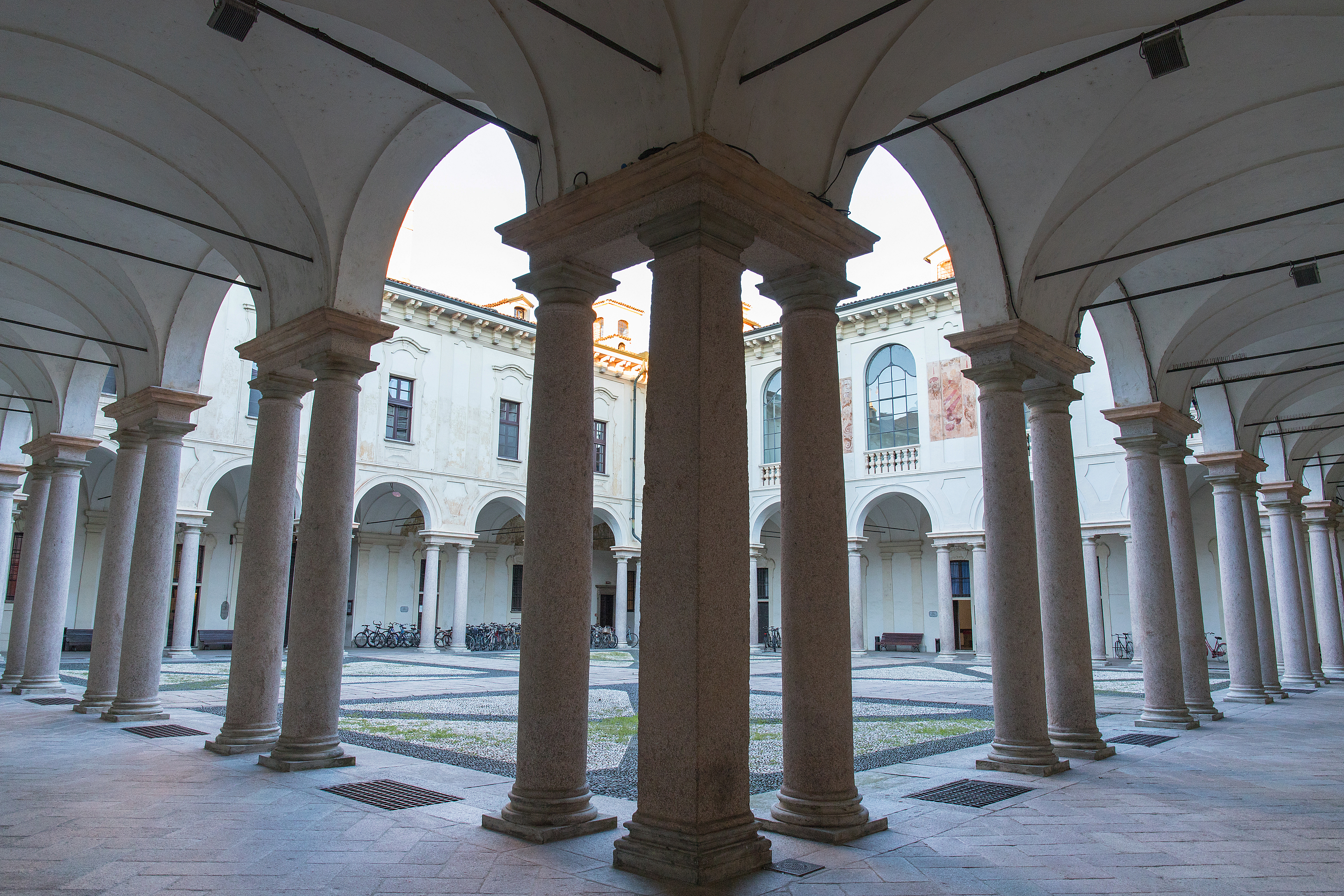
Le porche.
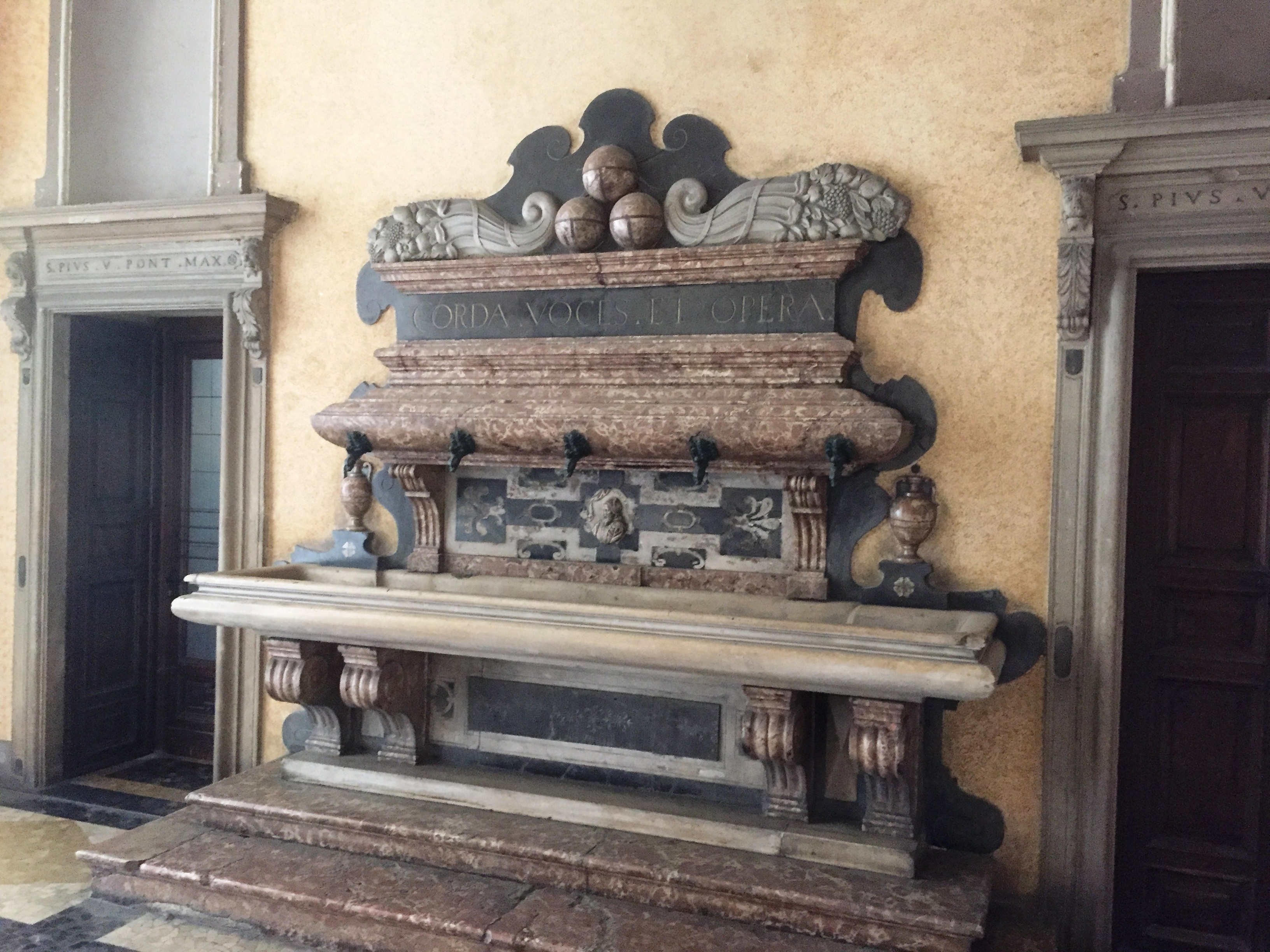
Le lavabo, XVIe siècle.

## Bibliothèque
Les bulles constitutives émises par Pie V ne prévoyaient pas l'existence d'une bibliothèque, même si dans le Collège il y avait des livres appartenant à l'institution, tous deux achetés directement au pape fondateur, et confisqués lors de la table abbatiale de San Pietro in Ciel d' Oro a été supprimé. Ce sont pour la plupart des ouvrages à contenu religieux et philosophique ou de théologie, mais il existe quelques incunables très précieux, dont l'Hypnerotomachia Poliphili. Les œuvres les plus anciennes encore conservées à la Bibliothèque devraient remonter à ce noyau d'origine, même s'il a été en partie perdu au XVIIIe siècle lorsque, par la volonté de Marie-Thérèse d'Autriche, la "bibliothèque" du Collège a été déplacée pour la première fois au Palais Malaspina (1771) puis fusionné avec celui de l'université et transféré là-bas. Après le transfert du matériel du livre de Ghislieri à l'Université, l'abbé Gregorio Fontana, professeur de mathématiques à l'Université de Pavie, et après lui les différents directeurs spirituels ont été chargés de reconstituer une bibliothèque à l'intérieur de l'internat, avec des sommes allouées en Le budget de Ghislieri. Une voie d'accès privilégiée était celle suivie par les ouvrages appartenant à la Compagnie de Jésus supprimée et en particulier par la bibliothèque Braidense. Mais la monarchie autrichienne, qui au milieu du XVIIIe siècle avait pris le contrôle du Collège en faisant preuve d'une grande ouverture à la culture européenne dans toutes les branches, à l'époque de la Restauration imposa sa propre censure à la bibliothèque, se méfiant des idées qui entraient dans le circuit culturel. de la Révolution française. Cette situation n'a cessé qu'avec l'unification de l'Italie, qui a permis à la bibliothèque de continuer à s'enrichir d'ouvrages visant à approfondir les sujets des cours universitaires, mais aussi de culture générale. Parmi les canaux privilégiés pour enrichir le matériel du livre, il y avait des acquisitions par legs ou donations, parmi lesquelles celles de Pietro Ciapessoni, recteur du Collège et illustre historien du droit romain, et Alessandro Pellegrini, germaniste et spécialiste des langues et des cultures européennes. La bibliothèque abrite aujourd'hui environ 130 000 volumes : à côté des manuels scolaires gratuits pour les étudiants, il y a non seulement des ouvrages de fiction et de non-fiction, mais aussi des encyclopédies, des répertoires et des outils bibliographiques pour tous les domaines de la connaissance.

## The castle of Lardirago

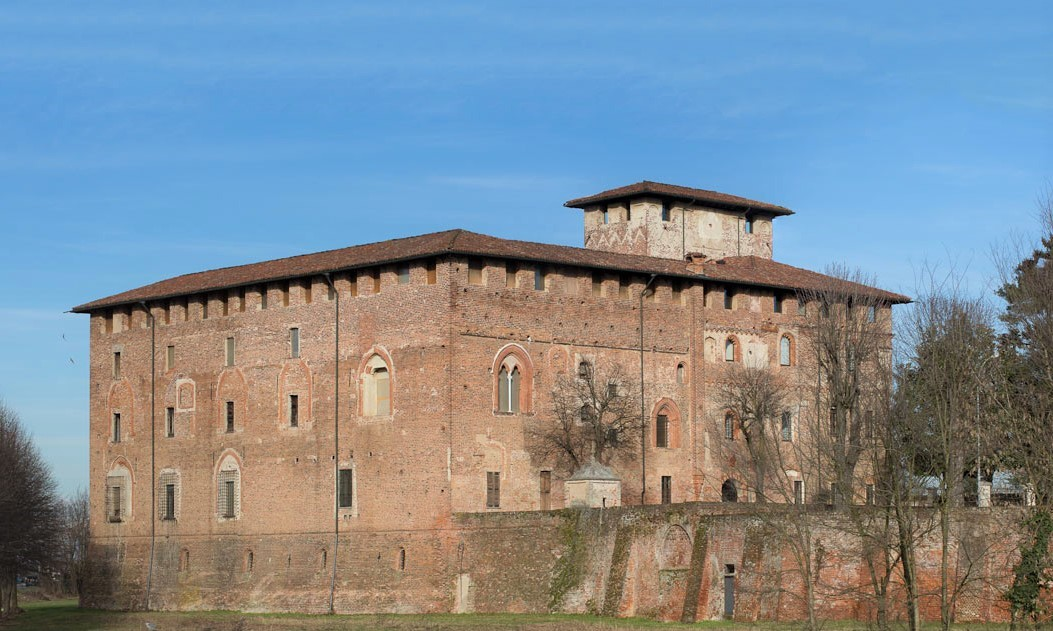
Château de Lardirago.

En 1569, le pape Pie V ordonna l'attribution au collège du fief de Lardirago, avec son château du début du Moyen Âge, et du fief de Gerenzago, autrefois propriété de l'abbaye de San Pietro in Ciel d'Oro : les revenus nécessaires étaient ainsi garantis pour remplir les missions institutionnelles de Ghislieri, et une autonomie de gestion qui n'a jamais cessé au cours des siècles.
Le château de Lardirago, né aux XIIe et XIIIe siècles comme structure défensive, est devenu une résidence noble à l'époque Visconti-Sforza. Fruit de phases de construction successives, il a pris sa structure actuelle au XIVe siècle à partir du noyau roman primitif de la chapelle. Le collège Ghislieri a promu et financé la restauration du château en tant que lieu de multiples activités culturelles : congrès et conférences, cours de spécialisation et de perfectionnement, séminaires scientifiques et expositions.